# Mistrzostwa Polski w Skokach Narciarskich 1922

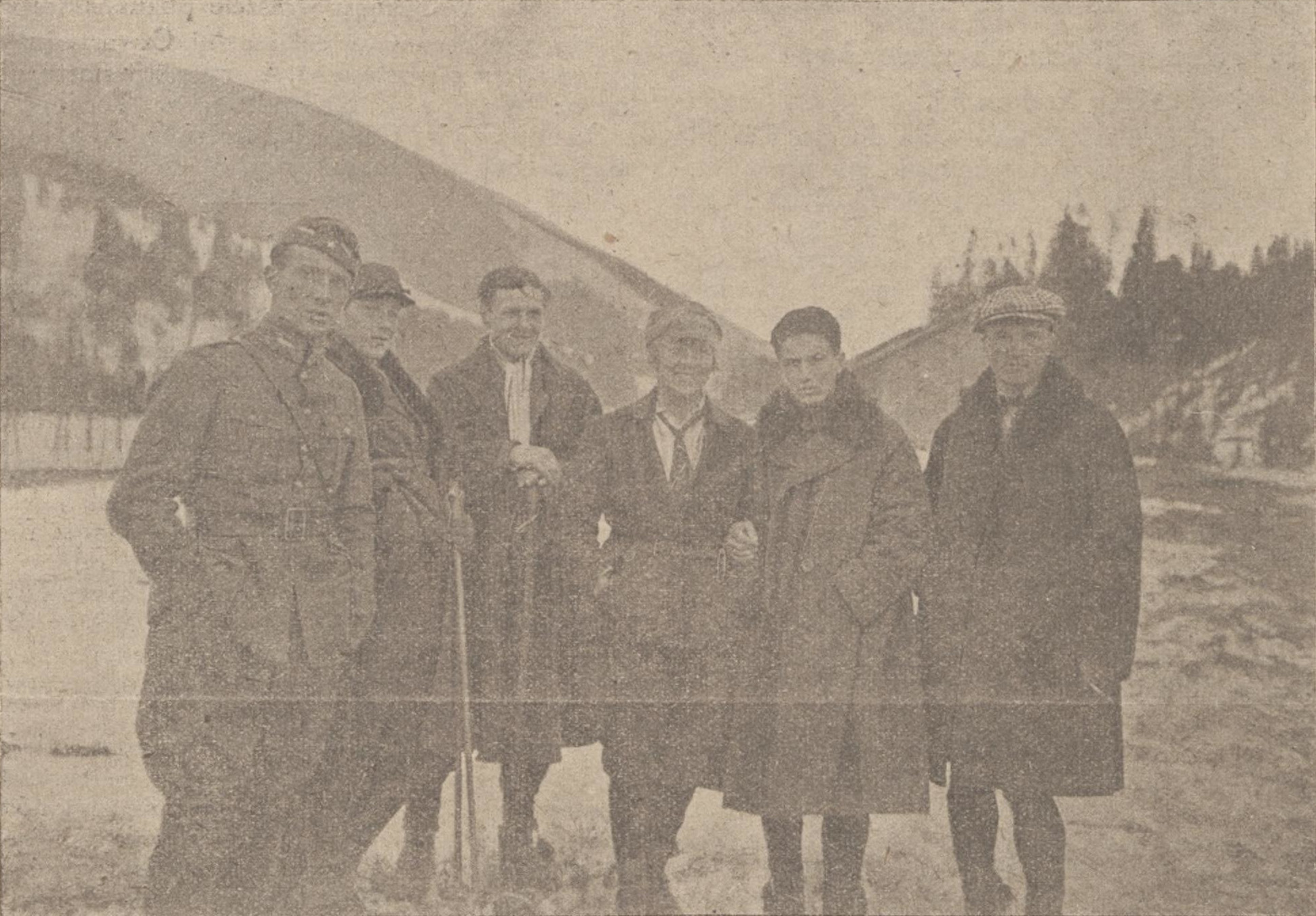
Zdjęcie wykonane w czasie Mistrzostw. Od lewej: Pawłowski, Mückenbrunn, Krzeptowski, Michalewska-Ziętkiewiczowa, Rozmus, Kaliciński.

3. Mistrzostwa Polski w Skokach Narciarskich – zawody o mistrzostwo Polski w skokach narciarskich, które odbyły się 5 marca 1922 roku na skoczni w Worochcie.
W konkursie o mistrzostwo Polski zwyciężył Aleksander Rozmus, srebrny medal zdobył Andrzej Krzeptowski I, a brązowy - Eugeniusz Kaliciński.
Klasyfikację seniorów II klasy wygrała Elżbieta Michalewska-Ziętkiewiczowa, jedyna kobieta w konkursie, zostając nieoficjalną mistrzynią Polski w skokach narciarskich. Był to jednocześnie trzeci wynik ogólnej rywalizacji.

## Wyniki konkursu

### Seniorzy I klasy
| Miejsce | Zawodnik              | Klub           | Skok | Punkty |
| ------- | --------------------- | -------------- | ---- | ------ |
| 1.      | Aleksander Rozmus     | SNPTT Zakopane | 17,0 | 1,775  |
| 2.      | Andrzej Krzeptowski I | SNPTT Zakopane | 14,0 | 1,842  |
| 3.      | Eugeniusz Kaliciński  | AZS Kraków     | 13,5 | 2,108  |
| b.d.    | Leszek Pawłowski      | Czarni Lwów    | b.d. | b.d.   |
| b.d.    | Henryk Mückenbrunn    | SNPTT Zakopane | b.d. | b.d.   |

### Seniorzy II klasy
| Miejsce | Zawodnik                            | Klub           | Skok | Punkty |
| ------- | ----------------------------------- | -------------- | ---- | ------ |
| 1.      | Elżbieta Michalewska-Ziętkiewiczowa | SNPTT Zakopane | 12,0 | 2,100  |
| 2.      | Józef Zubek                         | SNPTT Zakopane | b.d. | 2,775  |
| 3.      | Stefan Zagórski                     | Czarni Lwów    | b.d. | 3,092  |